# Timaeta
Timaeta is een geslacht van vlinders van de familie Lycaenidae, uit de onderfamilie Theclinae.

## Soorten
- T. aepea (Hewitson, 1874)
- T. balzabamba (Goodson, 1945)
- T. eronos (Druce, 1890)
- T. trochus (Druce, 1907)